# Amanikro
Amanikro est une localité rurale dans le Sud de la Côte d'Ivoire dans la région de l'Agnéby-Tiassa. La localité d'Amanikro est administrativement rattachée à la sous-préfecture de Morokro. En 2015 selon l'Agence national de la statistique (INS), sa population est estimée à 1 809 habitants. 